# Manilva
Manilva – gmina w Hiszpanii, w prowincji Malaga, w Andaluzji, o powierzchni 35,58 km². W 2011 roku gmina liczyła 14 391 mieszkańców.